# The French Angel
Maurice Tillet (23 tháng 10 năm 1903-4 tháng 9 năm 1954) là một đô vật chuyên nghiệp người Pháp, được biết đến với tên võ đài The French Angel. Tillet đã dẫn đầu phòng vé bốc thăm vào đầu những năm 1940 và đã hai lần vô địch World Heavyweight Champion bởi American Wrestling Association điều hành bởi Paul Bowser ở Boston.

## Đầu đời
Tillet sinh ra ở dãy núi Ural ở Nga bởi cha mẹ người Pháp. Cha của ông, là một kỹ sư đường sắt và mẹ của ông, là một giáo viên. Cha của Tillet mất khi ông còn nhỏ. Khi còn nhỏ, ông có ngoại hình hoàn toàn bình thường và Tillet có biệt danh là "The Angel" (Thiên thần) do khuôn mặt ông giống thiên thần. Năm 1917, Tillet và mẹ của ông rời Nga do cuộc cách mạng và di chuyển tới Pháp, và họ định cư ở Reims. Khi Title 20 tuổi, ông nhận thấy chiều cao, bàn tay và đầu của ông bị sưng, và sau khi khám bác sĩ, ông được chẩn đoán bị bệnh to đầu chi - một nguyên nhân tình trạng bởi khối u lành tính trong tuyến yên, là kết quả của việc phát triển quá mức của xương và dày lên.
Ông cũng từng muốn trở thành một luật sư nhưng bệnh chi đầu to đã ngăn cản ông làm như vậy. Tillet phục vụ trong French Navy trong năm năm với tư cách là kỹ sư.

## Sự nghiệp đấu vật chuyên nghiệp

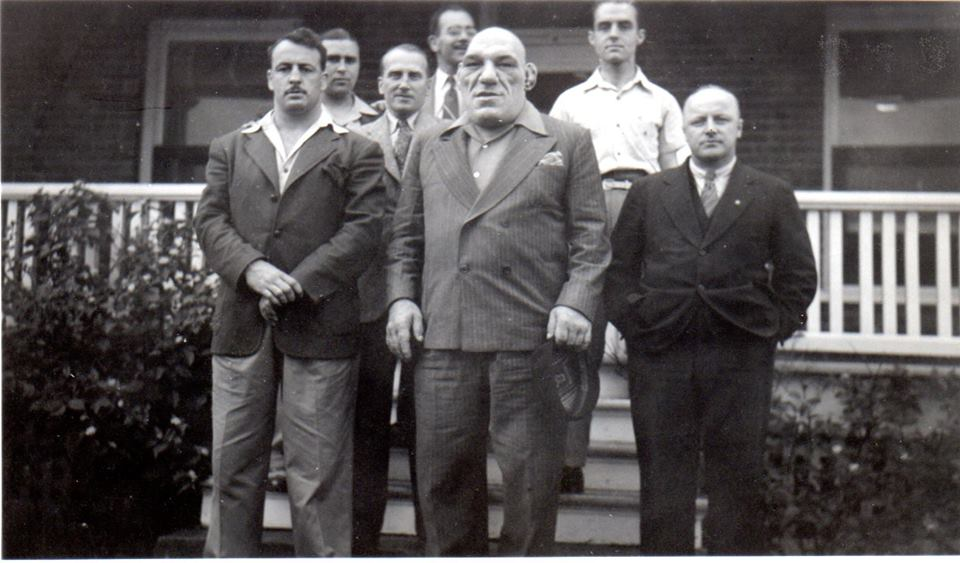
Maurice Tillet (ở giữa) năm 1936

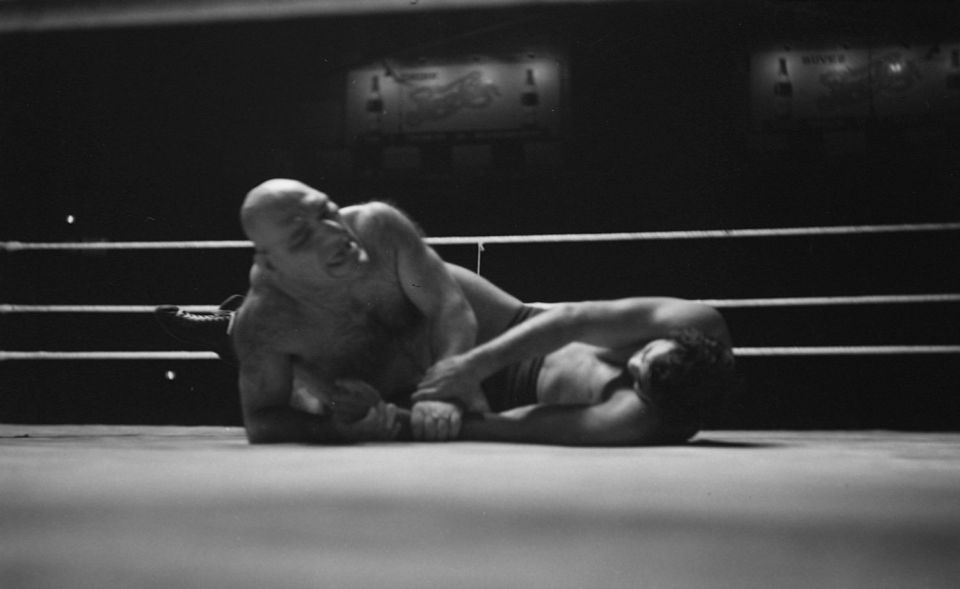
The French Angel chống lại Lou Thesz trên võ đài, khoảng 1940

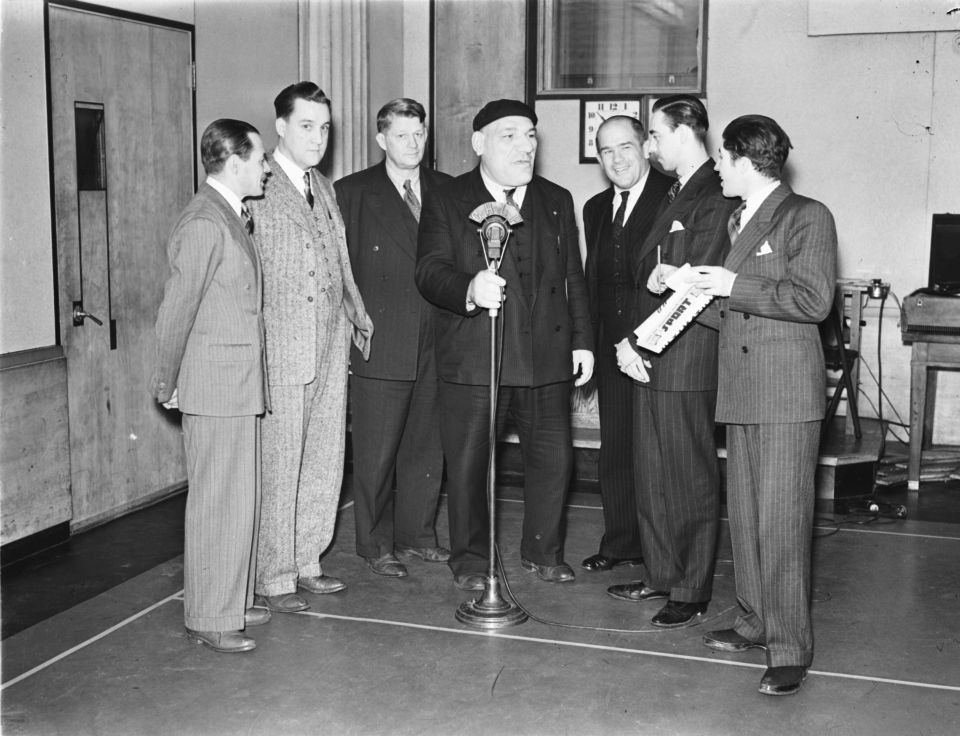
Tillet đang phỏng vấn tại Montreal, 1940

Vào tháng 2 năm 1937, Tillet gặp Karl Pojello (Lithuanian Karolis Pozela) ở Singapore. Pojelo là một đô vật chuyên nghiệp, và thuyết phục Tillet tham gia đấu vật. Tillet và Pojelo di chuyển tới Paris để luyện tập. Tillet đấu vật cho hai năm ở Pháp và Anh cho đến khi Thế chiến II buộc họ rời tới Hoa Kỳ vào năm 1939.
Ở Boston, Massachusetts, vào năm 1940, người ủng hộ Paul Bowser đẩy Tillet, người đấu vật dưới cái tên The French Angel, là main eventer, và ông trở thành người vẽ lớn trong khu vực. Là kết quả của việc phổ biến ông, Tillet đã viết sách như là không thể ngăn cản, Chiến tranh không tập trung cho khoảng mấy tháng liên tiếp. Tillet giữ AWA World Heavyweight Champion từ tháng 5 năm 1940 cho đến tháng 5 năm 1942. Đầu năm 1942, ông cũng làm việc như là dựa trên đai vô địch hạng nặng thế giới Montreal.  Ông xuất hiện trở lại với dựa trên danh hiệu Boston cho lần giữ đai ngắn vào năm 1944.
Như là kết quả của sự thành công của ông, một số Angel (Thiên thần) bắt chước nổi lên, bao gồm Paul Olaffsen (Swedish Angel), người được xem là bị to đầu chi; Tony Angelo (Russian Angel); Tor Johnson (Super Swedish Angel); Jack Rush (Canadian Angel); Wladislaw Tulin (Polish Angel); Stan Pinco (Czech Angel); Clive Welsh (Irish Angel); Jack Falk (Golden Angel); Gil Guerrero (Black Angel); và Jean Noble (Lady Angel). Tillet thi đấu trước Tor Johnson, người đã sử dụng tên The Swedish Angel vào những dịp đó.

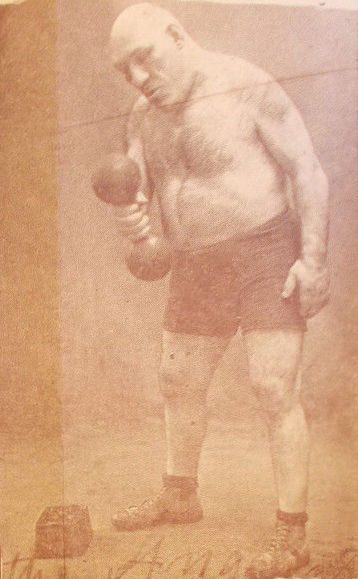
Tillet đang luyện tập vào ngày 9 tháng 1 năm 1947

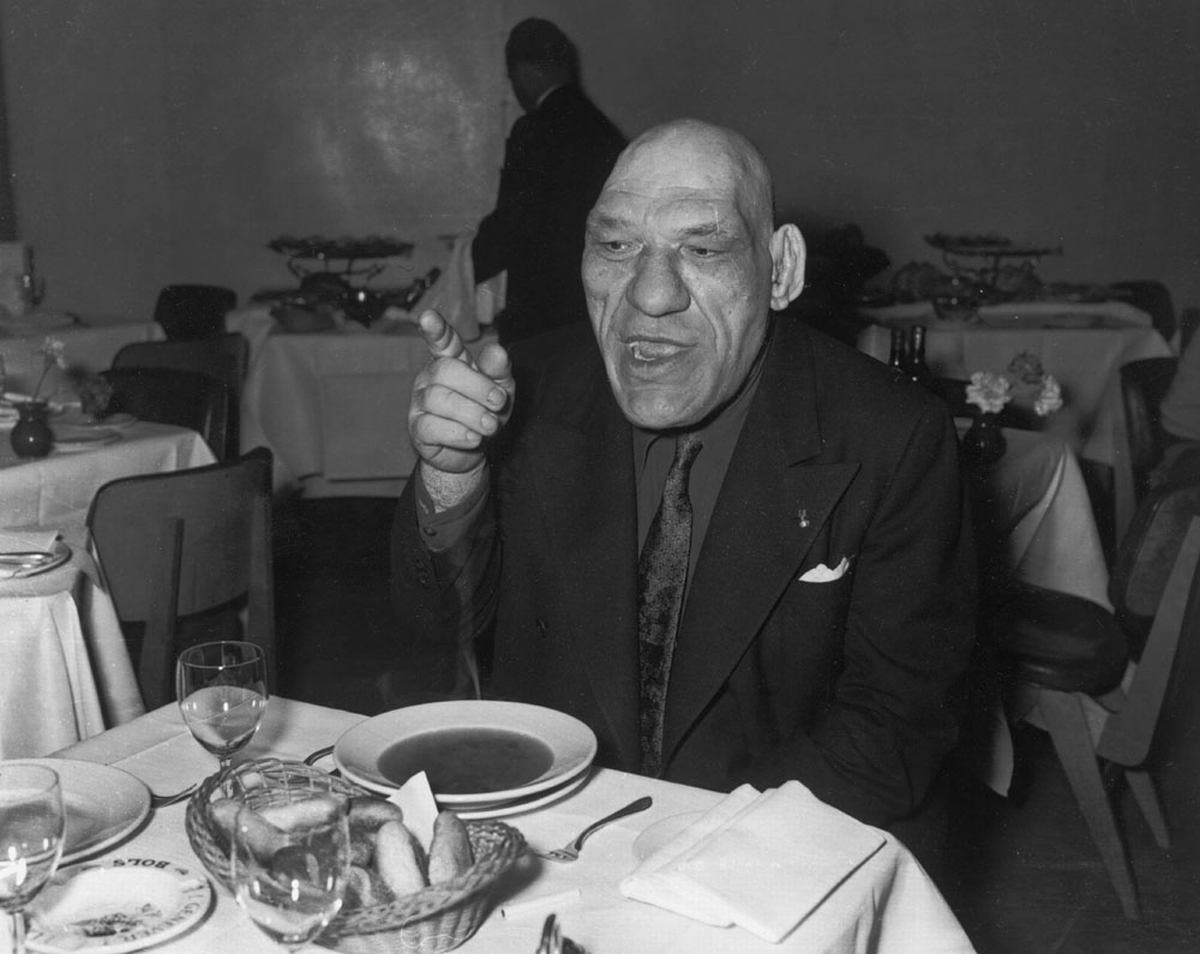
Maurice Tillet năm 1953

Năm 1945, sức khỏe của Tillet bắt đầu tồi và ông không lâu sau đó được quảng cáo là không thể ngăn cản. Trong trận đấu cuối cùng của ông, ở Singapore, vào ngày 14 tháng 2 năm 1953, đấu cho National Wrestling Alliance Mid South Arena sau đó được gọi là Tri-State và sở hữu bởi Leroy McGuirk ông đồng ý thua Bert Assirati.
Năm 1950, nhà điêu khắc Louise Linck kết bạn với Tillet và làm series bán thân kỷ niệm cho sự nghiệp đấu vật của ông. Một trong những bức tượng bán thân được trưng bày ở Bảo tàng Quốc tế Khoa học Phẫu thuật Chicago.

## Qua đời
Tillet mất vào ngày 4 tháng 9 năm 1954, ở Chicago, từ bệnh tim mạch trước khi thính giác của ông gặp vấn đề. Tillet được chôn cất ở Lithuanian National Cemetery ở Justice, Illinois, Cook County, 20 miles (32 km) nam ở Chicago. 

## Ảnh hưởng
Một số người đã suy đoán rằng Maurice xuất hiện và hành vi truyền cảm hướng của nhân vật chính trong DreamWorks phim Shrek (2001) cùng tên, nhưng tin đồn này chưa được xác nhận.

## Các chức vô địch và danh hiệu
- American Wrestling Association (Boston)
  - AWA World Heavyweight Champion [4][5] (2 lần)
  - AWA World Heavyweight Championship (theo Canada/Boston) [cần dẫn nguồn] (1 lần)
- Professional Wrestling Hall of Fame
  - Lớp 2012 [1]